# South African Police

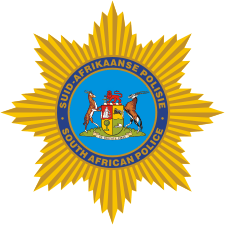
Odznaka policji południowoafrykańskiej (1981–1994)

South African Police lub SAP (ang. Policja Południowoafrykańska) – stworzona przez Unię Południowoafrykańską w 1913 roku.
Po zniesieniu Apartheidu zmieniła nazwę na South African Police Service.